# Équipe de Pohnpei de football
Maillots
L'équipe de Pohnpei de football est la sélection des meilleurs joueurs de football de Pohnpei, un des quatre États des États fédérés de Micronésie. Cette sélection n'est pas membre de la FIFA et ne dispute que des rencontres amicales non officielles ainsi que les Jeux de la Micronésie, une compétition interne à la Micronésie.
L'équipe de l'État termine troisième et dernière des Jeux des États fédérés de Micronésie en 2001. Elle dispute un tournoi d'exhibition aux Jeux de la Micronésie de 1998 où elle termine sixième et dernière, mais en 2014 et 2018, elle remporte la compétition, cette fois officiellement au programme des Jeux.

## Histoire

### Les débuts
Le football est introduit à Pohnpei par l'avocat ghanéen Thomas Tetteh en 1985,. Les premiers matchs internationaux de l'équipe de Pohnpei ont lieu lors d'un tournoi d'exhibition, officiellement nommé W.C.T.C. Shell Soccer Exhibition, en parallèle des Jeux de la Micronésie de 1998, sur un terrain de taille inférieure aux normes officielles, à l'Emmaus High School à Koror à Palaos. Le tournoi de football se déroule du 27 juillet au 1er août avec des équipes de neuf joueurs durant deux mi-temps de 40 minutes. Celle de Pohnpei est composée de « joueurs étrangers ayant de très faibles connexions avec Pohnpei ». L'équipe perd l'ensemble de ses matchs du premier tour : 16 à 1 contre Guam, 7 à 1 contre les Palaos, 4 à 3 contre Yap, 13 à 2 contre Palaos B, 11 à 2 contre les îles Mariannes du Nord. En match de classement pour la cinquième place, Pohnpei est battu par Yap aux tirs au but 5 à 4 après 0 à 0 dans le temps réglementaire.
En 2001, une équipe de football de Pohnpei composée d'habitants de l'État participe aux 3e Jeux des États fédérés de Micronésie dans les Îles Yap dans l'État de Yap. Le tournoi qui compte trois équipes se déroule entre le 23 et le 27 juillet au Tofol Track and Field Stadium. Pohnpei fait match nul 1 à 1 contre Yap et perd contre Chuuk 2 à 1. Elle termine 3e et dernière de la compétition.
Deux ans plus tard, huit joueurs de pohnpei font partie de l'équipe des États fédérés de Micronésie aux Jeux du Pacifique de 2003. Les mauvais résultats de la sélection sont un coups dur pour la pratique du football à Pohnpei. L'ougandais Charles Musana qui s'occupe alors de l'équipe de Pohnpei cesse de l'entraîner fin 2007. Dilshan Senarathgoda prend sa suite et entraîne les joueurs au sein de l'équipe des Pitbull Islands. Interrogé en 2009, Charles Musana explique que le baseball et le basketball sont des sports beaucoup plus populaires que le football, vu comme un sport récréatif et non compétitif, ce qui explique le manque de sponsors et de soutien de la part du gouvernement.

### L'aventure de Conrad et Watson
L'équipe de football de Pohnpei est reprise en main par l'anglais Matthew Conrad aidé de son ami Paul Watson et du pohnpéien Dilshan Senarathgoda le 26 juillet 2009,. Deux ans auparavant, les deux amis anglais se sont lancés le défi de pouvoir jouer dans une équipe nationale ayant un niveau suffisamment faible pour pouvoir y gagner une place de titulaire. Cette idée leur est venue lorsqu'il leur est apparu, qu'après sa défaite contre la Croatie, l'Angleterre ne pouvait espérer se qualifier pour l'Euro 2008 qu'en cas de victoire de l'Andorre contre la Russie. Au cours d'un échange de mails, le président du Comité olympique micronésien leur oppose un refus en leur expliquant qu'il est nécessaire d'avoir résidé cinq ans dans le pays pour pouvoir être naturalisé. Il leur indique cependant qu'il n'existe pas de sélectionneur pour l'équipe de football de Pohnpei et qu'ils peuvent postuler à ce poste. Le projet des deux anglais attire l'attention des médias britanniques,,. Les deux amis arrivent sur place avec de l'équipement donné par les clubs anglais de Norwich City, Yeovil Town et Tottenham Hotspur. La ville de Bristol en fourni également quelques semaines plus tard. Ils forment des joueurs et établissent à la fin de l'année un championnat avec cinq équipes sur l'unique terrain disponible, lequel est en mauvais état. Ils organisent une première rencontre contre une équipe “All-Stars” le 25 février 2010, gagnée 2 à 1 par Pohnpei. Plusieurs matchs préparatoires contre des équipes de club sont organisés par la suite. Une tournée est ensuite effectuée début octobre à Guam contre des clubs du championnat national de division 2 grâce au sponsoring de la compagnie aérienne anglaise Coyne Airways, de clubs et de particuliers anglais. Les Ponhpéiens perdent leur premier match 2-1 contre le Rovers FC, gagnent 7-1 contre le Crushers FC, puis sont battus 2 à 0 et 3 à 0 respectivement contre le Carpet Masters et l'équipe nationale des moins de 18 ans de Guam,,. Le match contre l'équipe des moins de 18 ans est stoppé à la 70e minute par une panne des projecteurs du stade. À la suite de cette tournée, les deux sélectionneurs anglais mettent un terme à leur aventure et rentrent en Angleterre. Le capitaine Dilshan Senarathgoda, vainqueur du championnat professionnel des Philippines lors de la saison 2008-2009, redevient entraîneur à partir du 13 octobre.

### Pohnpei, une nouvelle force régionale
L'intervention des deux anglais a été bénéfique au football à Pohnpei. Le succès d'un tournoi de football tenu à l'occasion du Jour de la libération, un jour férié marquant la libération de l'emprise japonaise grâce à l'intervention américaine, conduit à l'organisation d'un premier championnat de football à la fin de l'année 2009. Ces deux compétitions ont lieu sans interruption depuis lors. Le championnat compte deux phases à partir de 2012, l'une au printemps et l'autre en automne.
Les Jeux de la Micronésie de 2014 sont pour l'équipe de Pohnpei l'occasion de renouer avec les matchs internationaux. La compétition de football qui se tient au stade de la Pohnpei Island Central School du 25 au 29 juillet débute par un tournoi toutes rondes entre les quatre équipes. Pohnpei y tient le rôle de grand favori et le confirme en gagnant ses trois matchs de cette première phase : 3 à 1 contre les Palaos, 4 à 0 contre Yap et 3 à 2 contre Chuuk. Les deux premiers de cette phase se qualifient pour la finale. Pohnpei retrouve donc Palaos qu'il bat à nouveau sur le score de 3 à 1,. 
Début 2017, la Pohnpei Soccer Association contacte Chris Smith, entraîneur de football originaire de Nottingham, ayant travaillé sur des projets de développement du football au Vietnam et en Inde pour les programmes internationaux d'Arsenal et du PSG, mais aussi avec les académies de Nottingham Forest et de Lincoln City en Angleterre. Au moyen d'une collecte de fonds, l'Association de football de Pohnpei espère le faire venir en tant que directeur technique afin de développer les compétitions de football et un système de progression des joueurs, d'aider à la formation des équipes locales et d'une équipe de l'État de Pohnpei pour les Jeux de la Micronésie de 2018, d'aider à la formation d'entraîneurs et d'arbitres, de mettre en place une administration transparente du sport dans le cadre du processus de candidature à l'AFC et à la FIFA,,.
En juillet 2018, Pohnpei remporte la compétition de football des Jeux de la Micronésie.

## Palmarès
- Vainqueur des Jeux de la Micronésie de 2014
- Vainqueur des Jeux de la Micronésie de 2018

## Équipes rencontrées
Mise à jour le 28 juillet 2018.
| Adversaire             | J  | G | N | P | Bp | Bc | Diff |
| ---------------------- | -- | - | - | - | -- | -- | ---- |
| Chuuk                  | 3  | 1 | 1 | 1 | 5  | 5  | 0    |
| Guam                   | 1  | 0 | 0 | 1 | 1  | 16 | -15  |
| Guam, moins de 18 ans  | 1  | 0 | 0 | 1 | 0  | 3  | -3   |
| Îles Mariannes du Nord | 1  | 0 | 0 | 1 | 2  | 11 | -9   |
| Palaos                 | 4  | 3 | 0 | 1 | 9  | 10 | -1   |
| Palaos B               | 1  | 0 | 0 | 1 | 2  | 13 | -11  |
| Yap                    | 6  | 2 | 2 | 2 | 13 | 9  | +4   |
| Bilan                  | 17 | 6 | 3 | 8 | 32 | 67 | -35  |

## Les meilleurs buteurs
Le classement répertorie les buteurs de l'équipe à partir des Jeux de la Micronésie de 2014.
| Rang | Joueur         | Buts | Période |
| ---- | -------------- | ---- | ------- |
| 1    | Percy Rasug    | 3    | 2014    |
| /    | Alex Panuelo   | 3    | 2014    |
| /    | Yafeth Konings | 3    | 2014    |
| 4    | Paul Cantero   | 1    | 2014    |
| /    | Bob Paul       | 1    | 2014    |
| /    | Jair Konings   | 1    | 2014    |
| /    | Roger Nakasone | 1    | 2014    |

## Sélectionneurs de l'équipe de Pohnpei
Mise à jour le 17 septembre 2016.
| Sélectionneur        | Période                           | Matchs | Gagnés | Nuls | Perdus | Gagnés % |
| -------------------- | --------------------------------- | ------ | ------ | ---- | ------ | -------- |
| ?                    | ? - ?                             | 7      | 0      | 1    | 7      | 0        |
| Charles Musana       | ? - fin 2007                      | ?      | ?      | ?    | ?      | 0        |
| Dilshan Senarathgoda | Fin 2007 - 26 juillet 2009        | 0      | 0      | 0    | 0      | 0        |
| Paul Watson          | 26 juillet 2009 - 13 octobre 2010 | 4      | 1      | 0    | 3      | 25       |
| Dilshan Senarathgoda | 13 octobre 2010 -                 | 4      | 4      | 0    | 0      | 100      |
| Vas Senarathgoda     | ? - En cours                      | 0      | 0      | 0    | 0      | 0        |

### Livre et Articles de journaux en ligne
- (en) Paul Watson, Up Pohnpei : Leading the ultimate football underdogs to glory, Londres, Profile Books, 2012, 258 p. (ISBN 978-1-84668-501-9, lire en ligne).

1. ↑  Watson 2012, p. 147-150.

- Articles de journaux en ligne.

1. 1 2  (en) F. Perez, « Pohnpei Falls To Carpet Masters 2-0 »(Archive.org • Wikiwix • Archive.is • Google • Que faire ?), sur pacificnewscenter.com, 6 octobre 2010 (consulté le 9 février 2016).
2. 1 2 3 4  (en) « Pair's hopes for football minnows », sur news.bbc.co.uk, BBC, 17 août 2009 (consulté le 17 septembre 2016).
3. 1 2 3 4  Alain Mercier, « J'ai entraîné l'une des pires équipes du monde », sur rue89.nouvelobs.com, 22 février 2012 (consulté le 27 octobre 2015).
4. ↑  (en) « Youngest football manager takes charge of 'world's worst team' », sur telegraph.co.uk, Telegraph Media Group, 14 août 2009 (consulté le 17 septembre 2016).
5. ↑  (en) John Coles, « Brits to coach 'worst ever side' », sur www.thesun.co.uk, The Sun, 14 août 2009 (version du 12 janvier 2014 sur Internet Archive).
6. ↑  Paul Piquard, « Le foot est devenu un grand sport en Micronésie », sur sofoot.com, 8 octobre 2014 (consulté le 27 octobre 2015).
7. ↑  (en) Ryan Eliwise, « Pohnpei’s Liberation Day Games complete », sur kpress.info, Kaselehlie Press, 4 octobre 2015 (consulté le 18 septembre 2016).
8. ↑  (en) Liam Hunt, « Nottingham coach hoping to change fortunes of ‘worst football team in the world’ », sur nottstv.com, Notts TV, 21 mars 2017 (consulté le 23 mai 2017).
9. 1 2  (en) Nelson Walker, « Notts Coach Takes Over World’s Worst International Football Team », sur leftlion.co.uk, LeftLion, 18 avril 2017 (consulté le 23 mai 2017).
10. ↑  (en) Bill Jaynes, « Pohnpei athletes return home to heroes’ welcomes », sur kpress.info, Kaselehlie Press, 13 août 2018 (consulté le 26 septembre 2018).

### Autres sources
- (en) « Site internet de la Pohnpei Soccer Association », Pohnpei Soccer Association (consulté le 17 septembre 2016).

1. 1 2 3 4 5 6 7  (en) « History » (version du 8 février 2011 sur Internet Archive).
2. 1 2 3 4 5 6 7 8  (en) « News », 13 octobre 2010 (version du 8 février 2011 sur Internet Archive).

- (en) « The Record Sporting Soccer Statistics Foundation », RSSSF.

1. 1 2 3 4  (en) « Micronesian Games 1998 », sur rsssf.com, Mark Cruickshank, Neil Morrison, Piet Veroeveren and RSSSF, 2 octobre 2014 (consulté le 10 février 2016) : « Yap played with a real selection from the island, while Pohnpei featured foreign players with little connection to Pohnpei. ».
2. ↑  (en) « Micronesian games 2001 », sur rsssf.com, Naufaldi Pratama, Hans Schöggl et RSSSF, 23 juillet 2015 (consulté le 10 février 2016).
3. ↑  (en) « Micronesia - Palmares », sur rsssf.com, Hans Schöggl et RSSSF, 29 décembre 2015 (consulté le 10 février 2016).
4. ↑  (en) « Micronesia Games 2014 », sur rsssf.com, Carlos Santos, Connor and RSSSF, 23 octobre 2014 (consulté le 17 septembre 2016).

- Autres sites.

1. 1 2  (en) David Bolt, « Pohnpei Win! Pohnpei Win! », sur bigsoccer.com, 17 octobre 2010 (consulté le 10 février 2016).
2. ↑  (en) « Pohnpei Soccer Team Tour of Guam - October 2010 », sur coyneair.com (consulté le 10 février 2016).
3. ↑  (en) « Interview with Dilshan Senarathgoda - Federated States of Micronesia », sur oceanianf.weebly.com, Oceania no Fifa, 11 janvier 2014 (consulté le 23 mai 2017).
4. 1 2  (en) « Micro Games 2014: Pohnpei confirma favoritismo e conquista medalha de ouro no futebol; Chuuk surpreende e fatura o bronze »(Archive.org • Wikiwix • Archive.is • Google • Que faire ?), futebolnaoceania (consulté le 3 février 2016).
5. ↑  (en) « 8th Micronesian Games, Medal round », sur websites.sportstg.com, SportsTG (consulté le 18 septembre 2016).
6. ↑  (en) Pohnpei Soccer Association, « Up Pohnpei II », sur gofundme.com, GoFundMe, 28 février 2017 (consulté le 23 mai 2017).